# Ацеродоны
Ацеродоны (лат. Acerodon) — род рукокрылых из семейства крыланов. Обитают в лесах Юго-Восточной Азии и все находятся под угрозой. Являются близкими родственниками летучих лисиц (Pteropus). Род включает 5 ныне существующих и 1 недавно вымерший вид (хотя есть подозрения, что последний был просто популяцией гривастого ацеродона).

## Виды
- Целебесский ацеродон (Acerodon celebensis)
- Талодский ацеродон (Acerodon humilis), или обыкновенный ацеродон[1]
- Гривастый ацеродон (Acerodon jubatus)
- Палаванский ацеродон (Acerodon leucotis)
- † Дневной ацеродон (Acerodon lucifer)
- Ацеродон Маклота (Acerodon mackloti), или ацеродон Макклота[1]